# François-Louis de Morlan
François-Louis de Morlan (dit Morland) est un militaire français, né le 11 juin 1771 à Souilly et mort le 5 décembre 1805 à Brünn (aujourd'hui Brno, en Tchéquie).

## Biographie

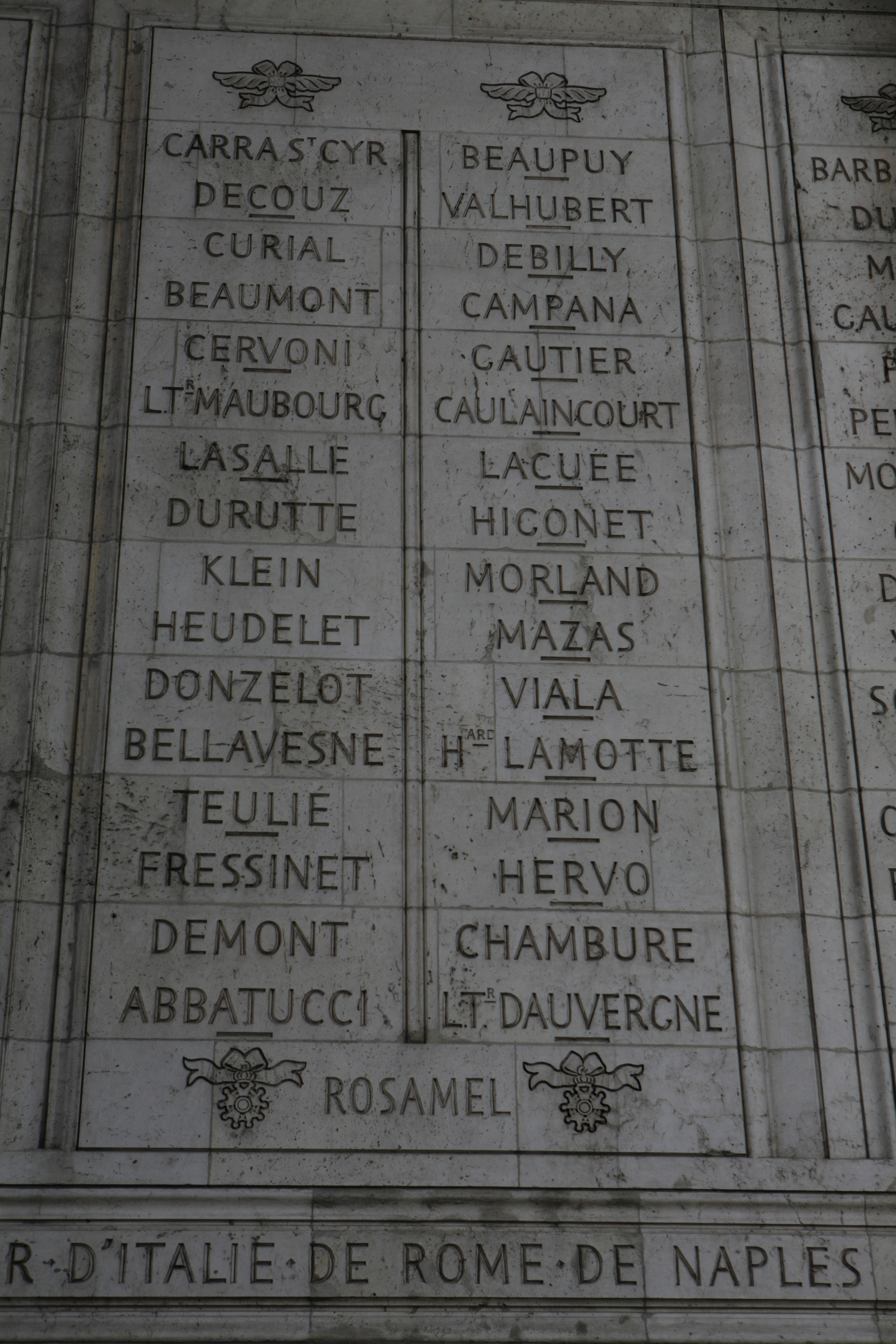
Noms gravés sous l'arc de triomphe de l'Étoile : pilier Est, 17e et.

Issu de la famille de Morlan, François Louis de Morlan, né le 11 juin 1771, est le fils de Jean-Pierre de Morlan, ancien lieutenant d'infanterie. Entré au 11e chasseurs à cheval le 15 mars 1791, il est fait sous-lieutenant le 15 septembre, lieutenant le 20 août 1792, capitaine le 11 août 1793. Il est blessé d’un coup de feu à la bataille de Sprimont le 3e jour complémentaire an II (19 septembre 1794).
Il passe chef d’escadron le 6 septembre 1801, avant d'intégrer le corps des chasseurs à cheval de la Garde des Consuls le 13 octobre 1802. Nommé major le 31 janvier 1804, il est promu colonel commandant en second les chasseurs à cheval de la Garde impériale le 9 juin 1805. Blessé mortellement à la bataille d'Austerlitz le 2 décembre 1805, il meurt de ses blessures à Brünn le 5 décembre.
Il est inhumé dans l'église Saint-Martin à Souilly.

## Distinctions
- Commandeur dans l'ordre de la Légion d’honneur le 14 juin 1804.
- Il fait partie des 660 personnalités à avoir son nom gravé sous l'Arc de triomphe de l'Étoile (18e colonne)
- Un boulevard Morland du 4e arrondissement de Paris,  porte  son  nom.

## Sources bibliographiques
- (en) Ronald Pawly (ill. Patrice Courcelle), Napoleon's Mounted Chasseurs of the Imperial Guard, Osprey Publishing, 2008, 48 p. (ISBN 978-1-84603-257-8).
- Olivier Lapray, « Charles-Henry Delacroix, capitaine des chasseurs à cheval de la Garde des Consuls », Soldats napoléoniens,‎ juin 2011.
- Olivier Lapray, « Les chasseurs à cheval de la Garde impériale », Soldats napoléoniens,‎ janvier 2014.
- Bernard Quintin, « Morlan dit Morland (François-Louis de), 1771-1805, colonel », dans Jean Tulard, Dictionnaire Napoléon, t. I-Z, Fayard, 1999 (ISBN 2213604851)